# Černá skříňka (kniha)
Černá skříňka (v originále The Black Box) je dvacátý pátý román amerického spisovatele Michaela Connellyho a zároveň šestnáctý román ze série knih s Hieronymem „Harrym“ Boschem v hlavní roli. Kniha byla vydána 26. listopadu 2012 „v podstatě na oslavu dvacátého výročí existence hlavní postavy“.

## Děj knihy
Bosch se pouští do dvacet let starého případu vraždy, která se stala v roce 1992 během pouličních nepokojů v Los Angeles. Obětí byla fotožurnalistka, která byly nalezena mrtvá v jednom vypáleném obchodě. Harry Bosch a Jerry Edgar byli původní vyšetřovatelé, kteří byli povoláni na místo činu. Speciální policejní skupina sestavená pro vyšetřování zločinů spojených s nepokoji později tento případ převzala, ten však zůstal celou dobu nevyřešen. Případ je znovu otevřen, když se Harrymu podaří najít shodu mezi nábojnicemi z místa činu a nábojnicemi z dalších tří vražd. Harryho nadřízení společně s policejním náčelníkem se pokusí jeho vyšetřování zdržovat v obavách z negativní pozornosti veřejnosti, jejich pokusy však vyjdou na prázdno. V Harryho osobním životě dochází k posunu, když mu jeho dcera Maddie oznámí, že se chce stát policistkou. Svůj zájem o kariéru v policejním sboru Los Angeles již projevila v předchozí knize Pád. V knize je představena nová vedlejší postava Nancy Mendenhallové, která působí jako vyšetřovatelka na oddělení Vnitřních záležitostí. „Černá skříňka“ v tomto případě představuje jeden z dílků skládačky, který pomůže spojit všechny části hádanky dohromady, stejně jako černá skříňka v letadlech.

## Ocenění
V prosinci 2012 se kniha umístila na druhém místě žebříčku bestsellerů v novinách San Francisco Chronicle pro metropolitní oblast San Francisco Bay Area.
V roce 2012 Černá skříňka získala španělské ocenění RBA Prize for Crime Writing, které je nejlukrativnějším oceněním kriminálních románů na světě a má hodnotu 125.000 eur.

## České vydání
V češtině vyšel román v roce 2013 v překladu Jiřího Kobělky.